# Holografia

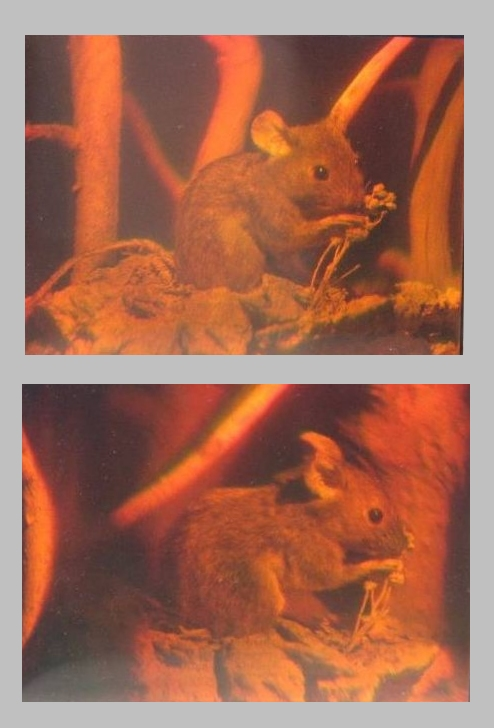
Dwie fotografie jednego hologramu zrobione z różnych punktów widzenia.

Holografia (z gr. holos = całość, grapho = piszę) – dział optyki zajmujący się technikami uzyskiwania obrazów przestrzennych (trójwymiarowych) metodą rekonstrukcji fali (głównie światła, ale też np. fal akustycznych). Przez rekonstrukcję fali rozumie się odtworzenie w pewnym obszarze przestrzeni zarówno jej kierunku ruchu, amplitudy, częstotliwości jak i fazy.

## Zasada działania
Holografia polega na zapisie zakodowanej informacji optycznej, która pozwala na odtworzenie pełnego, w pełni trójwymiarowego obrazu obiektu, przy spełnieniu pewnych warunków będącego wierną kopią oryginału. Jest techniką doskonalszą niż fotografia. O ile tradycyjna fotografia zapisuje jedynie modulację amplitudy, to holografia odnotowuje także zmiany fazy fali świetlnej. Dzięki temu możemy o fotografowanym przedmiocie uzyskać znacznie więcej informacji.
Rejestracja obrazu (uzyskanie hologramu) polega na zapisie (np. na kliszy fotograficznej) wzoru generowanego w wyniku zjawiska interferencji fali rozproszonej przez przedmiot z falą niezaburzoną (tzw. wiązką odniesienia). Powstające prążki interferencyjne muszą być stabilne przez cały czas naświetlania.
Aby uzyskać hologram pozaosiowy, należy podzielić wiązkę światła laserowego na dwie części za pomocą płytki szklanej. Pierwsza (wiązka przedmiotowa) oświetla przedmiot, po odbiciu od którego pada na kliszę fotograficzną, natomiast druga (wiązka odniesienia) pada na kliszę bezpośrednio lub po odbiciu od płaskiego zwierciadła kierującego ją na kliszę. W ten sposób otrzymuje się kliszę zwaną hologramem. Klisza ta oglądana w powiększeniu jest układem punktów (prążków) jasnych i ciemnych. Na fragmencie kliszy nie widać fragmentu fotografowanego obiektu. Jeżeli kliszę taką przeciąć na części, to każda część tworzy większy fragment obrazu niż stanowi część kliszy, a w skrajnych przypadkach można uzyskać dwa obrazy z mniejszą liczbą szczegółów.
Aby osiągnąć obraz 3D, trzeba taką kliszę oświetlić spójnym światłem laserowym. Światło to, interferując na hologramie, który stanowi w tym przypadku siatkę dyfrakcyjną, odtworzy w polu za siatką konfigurację przestrzenną światła odbitego od obiektu. Widać wtedy i hologram, i obraz przestrzenny.
Powszechnie znane hologramy grubowarstwowe odbiciowe posiadają przestrzenny układ (wiele warstw) siatki dyfrakcyjnej. Taki wielowarstwowy układ, pracujący jako siatki dyfrakcyjne odbijające, tworzy obraz holograficzny możliwy do oglądania w świetle niespójnym (np. białym).

## Historia

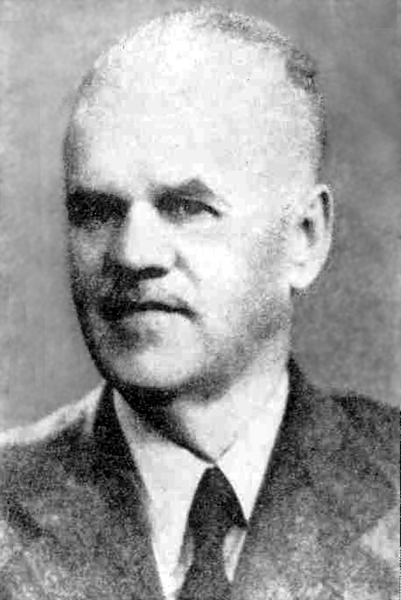
Mieczysław Wolfke

Pionierem i prekursorem prac w dziedzinie holografii był polski fizyk, profesor Mieczysław Wolfke. W 1920 r. opracował teoretyczne podstawy i dokonał rozbicia procesu wytwarzania obrazów na dwie oddzielne fazy. Rozważał możliwość wykorzystania interferencji do zapisu informacji, tworząc teoretyczne podstawy dzisiejszej holografii. W 1948 r. brytyjski naukowiec węgierskiego pochodzenia Dennis Gabor, opisał ideę trójwymiarowej fotografii nazwanej holografią. W 1947 r. przeprowadził też pierwsze próby zapisywania i odtwarzania obrazów metodą holograficzną. Wykonał eksperymentalne próby zapisu obrazu holograficznego z wykorzystaniem lampy rtęciowej i filtru pasmowego. W owym czasie przeszkodą w rozwoju holografii był brak źródeł światła koherentnego (zob. Koherencja fal). Z realizacją hologramów musiano czekać do wynalezienia lasera w 1960 r. Za wynalezienie i rozwinięcie holografii na przełomie lat czterdziestych i pięćdziesiątych Dennis Gabor otrzymał Nagrodę Nobla w dziedzinie fizyki w 1971 r. W 1962 r. amerykańscy fizycy Juris Upatnieks (ur. 1936) i Emmett Leith (1927-2005) za pomocą lasera helowo-neonowego wykonali zapis pierwszego hologramu w układzie pozaosiowym. W 1969 r. amerykańscy fizycy Byron B. Brenden i Gary Langlois opracowali podstawy holografii akustycznej, w której do rejestrowania obrazu przedmiotu i jego odtwarzania stosuje się fale dźwiękowe.
Pod koniec lat 50. prace z metodami zapisu holograficznego prowadził w Związku Radzieckim Yuri Denisyuk, najpierw korzystając z lamp rtęciowych, a następnie ze źródeł laserowych. Hologramy odbiciowe rejestrowane w układzie jednowiązkowym noszą jego imię (hologramy Denisyuka).
Zapis hologramów jest także możliwy z wykorzystaniem nośników dyskretnych (rejestratorów cyfrowych), najczęściej są nimi przetworniki optoelektroniczne typu CCD i CMOS. Technika ta nosi nazwę holografii cyfrowej. Dzięki możliwości bezpośredniego dostępu do zapisanej informacji, holografia cyfrowa znalazła szerokie zastosowanie w metodach pomiarowych (interferometria holograficzna). Jednakże technika cyfrowego zapisu hologramów znalazła swoje zastosowanie także w multimediach, gdzie często wykorzystuje się optyczną metodę rekonstrukcji hologramów zapisanych cyfrowo. Jedną z pierwszych na świecie metod optoelektronicznej rekonstrukcji hologramów cyfrowych z wykorzystaniem optycznie adresowalnych przetworników ciekłokrystalicznych stworzono w Polsce, na Wydziale Mechatroniki Politechniki Warszawskiej (dr. inż. Marek Sutkowski). Prace nad zastosowaniem holografii cyfrowej w obrazowaniu są tam stale kontynuowane.
Ważnym krokiem rozwojowym w dziedzinie holografii było wynalezienie metody druku holograficznego, którą zainaugurowano w firmie Geola z Wilna, Litwa (dr inż. Stanislovas Zacharovas). W tej technologii do zapisu danych wejściowych nie korzysta się ze źródeł koherentnych, co stworzyło zupełnie nowe, niespotykane dotychczas możliwości rejestracji. Dane obrazowe zebrane holokamerą są przetwarzane i generowany jest zestaw holopikseli, które następnie naświetlane są na błonie lub kliszy holograficznej w holoprinterze przy pomocy światła koherentnego z lasera impulsowego. Holoprinter ma możliwość generowania hologramów barwnych, zastosowano w nim laser RGB.

## Zastosowania
Holografia optyczna znalazła zastosowanie w medycynie i biologii, a także w informatyce np. w zakresie przechowywania dużych ilości danych na dyskach holograficznych HVD. Holografia akustyczna ma zastosowanie w defektoskopii. Trwają badania nad zastosowaniem holografii w trójwymiarowym filmie i telewizji. Wirujące zwierciadła holograficzne są stosowane do przesuwania promienia laserowego po kodzie paskowym w kasach sklepów i domów towarowych.

## Holografia a sztuka
Artyści bardzo szybko dostrzegli potencjał holografii jako środka wyrazu artystycznego, zyskawszy dostęp do laboratoriów, zaczęli tworzyć prace w oparciu o dostępną technologię. Sztuka holografii jest często rezultatem współpracy między naukowcami i artystami. Jednak niektórych z twórców posługujących się językiem holografii postrzega się jednocześnie jako artystów i naukowców.
Salvador Dalí twierdził, że pierwszy użył holografii w kontekście artystycznym. Z pewnością był pierwszym, a przy tym najlepiej znanym surrealistą, który podjął w ramach sztuki temat holografii. Jednak jego holograficzna wystawa z 1972 r., która miała miejsce w Nowym Jorku, nie była pierwsza. Została poprzedzona przez wystawę sztuki holograficznej, która miała miejsce w Akademii Sztuk Pięknych w Cranbrook w stanie Michigan w 1968 r. Kolejną wystawą, która poprzedziła projekt Dalí'ego była wystawa w galerii należącej do Finch College, również w Nowym Jorku w 1970 r. Wystawa przyciągnęła uwagę amerykańskich mediów.
W 1970 r. powstała duża liczba szkół artystycznych. Każda z nich prezentowała unikatowe podejście do zagadnienia holografii. Lloyd Cross założył w San Francisco Szkołę holografii. Rosemary (Possie) H. Jackson ufundowała Muzeum Holografii w Nowym Jorku. Tung Jeong założył Royal College of Art w Londynie. Żadna z tych instytucji nie przetrwała próby czasu, jednak w Nowym Jorku znajduje się Centrum Sztuki Holograficznej. W Seulu znajduje się zaś HOLOcenter, oferujący artystom miejsce do tworzenia i wystawiania swych prac.
Do najważniejszych twórców w dziedzinie holografii należy Margaret Benyon (1940–2016), która była pionierem w wykorzystaniu możliwości techniki holograficznej w zastosowaniach twórczych. W sposób twórczy wykorzystała ona zjawisko przenikania obrazów przestrzennych (np. w obrazie pt. „Tigirl” z 1985 r.) oraz zmiany oglądanego obrazu wraz z paralaksą.
Mała, lecz bardzo aktywna grupa artystów używa holografii jako głównego środka ekspresji, a wielu innych włącza elementy holograficzne do swoich prac.
Na Uniwersytecie Artystycznym w Poznaniu funkcjonuje Pracowania Obrazowania Przestrzennego (pod kierownictwem dra hab. Jarosława Boguckiego), gdzie wykorzystuje się hologramy w połączeniu z pracami rzeźbiarskimi.

## W kulturze masowej
- Jetsonowie (1962–1963, serial telewizyjny) hologramy użyte w ramach funkcji rozrywkowej, w wielu odcinkach zastępowały telewizję
- Star Trek: Seria animowana (1974, serial telewizyjny) odcinek „The Practical Joker”, pierwszy raz pojawia się holodek, czyli pokój symulacji
- Star Wars (1977, film), użycie hologramów w filmach i grach wideo uwypukla komunikację interpersonalną na odległość
- Hello America (1981, książka autorstwa J.G. Ballarda), holografia jest używana przez prezydenta Charlesa Mansona w celu odstraszenia nomadów, za pomocą obrazów amerykańskiej popkultury takich jak: Gary Cooper, Myszka Miki, czy statek kosmiczny Enterprise
- Star Trek: Następne pokolenie (1987, serial telewizyjny), często używa holodeku; począwszy od tej serii, w różnych odcinkach serialu oraz filmach bazujących na the Star Trek pojawiają się również holograficzne postacie i statki kosmiczne
- Następne pokolenie (1988, serial telewizyjny), jedna z postaci zostaje wskrzeszona jako hologram
- Zagubiony w czasie (1989-1993, serial telewizyjny), jedna z postaci Albert "Al" Calavicci występuje jako hologram pomagając głównemu bohaterowi Samuelowi Beckett'owi powrócić do swoich czasów
- Powrót do przyszłości II (1989, film), wielki hologram przedstawiający rekina ludojada jest użyty jako reklama (fikcyjnego) filmu Szczęki 19
- Pamięć absolutna (1990, film), główny bohater przy użyciu urządzenia przypominającego zegarek generuje swój hologram by wywieść w pole swych przeciwników
- Star Trek: Voyager (1995–2001, serial telewizyjny) pierwszy raz pojawia się Emergency Medical Hologram (EMH) – czyli lekarz w formie hologramu
- Yu-Gi-Oh! manga, oś narracyjną stanowi gra Duel Monsters, która ma formę hologramu
- Gwiezdne wrota (1997–2007, serial telewizyjny), różne postacie pojawiają się jako hologramy w różnych odcinkach
- Zagubieni w kosmosie (1998, film), June Lockhart (Maureen Robinson) pojawia się w formie hologramu jako dyrektor szkoły Willa
- Power Rangers Time Force (2001, serial), używają hologramów jako formy komunikacji
- Wyspa (2005, film), wyspę, na której mieszkały klony otaczała holograficzna projekcja tropikalnego klimatu
- Wyspa (2009, film), częste użycie hologramów
- Iron Man i Iron Man 2, filmy z 2008 i 2010
- Hatsune Miku, wirtualna piosenkarka, która na trasie koncertowej z 2010 roku wystąpiła jako pełnowymiarowa, niezwykle realistyczna projekcja 2D

## Urządzenia
RED Hydrogen One ma być pierwszym dostępnym komercyjnie smartfonem wyposażonym w ekran holograficzny. Zbierane są zamówienia, a sama dostawa ma nastąpić w 2018 roku.